# Eriçó de Hugh
L'eriçó de Hugh (Mesechinus hughi) és una espècie d'eriçó originària de la Xina central i Manxúria. Prefereix les zones obertes, però se'l pot trobar a matollars i boscos.
És endèmic de la Xina. Se sap que en els dies plujosos busca aliment fins i tot de dia.